# Нидерландская Малакка
Нидерландская Малакка (1641—1825 гг) являлась колонией Нидерландов. Период голландского правления был самым долгим во всей колониальной истории Малакки. Он длился почти 183 года с перерывом 1795—1818 году когда Малакка была оккупирована Британией во время наполеоновских войн (1795—1818 гг).

## Голландское завоевание португальской Малакки

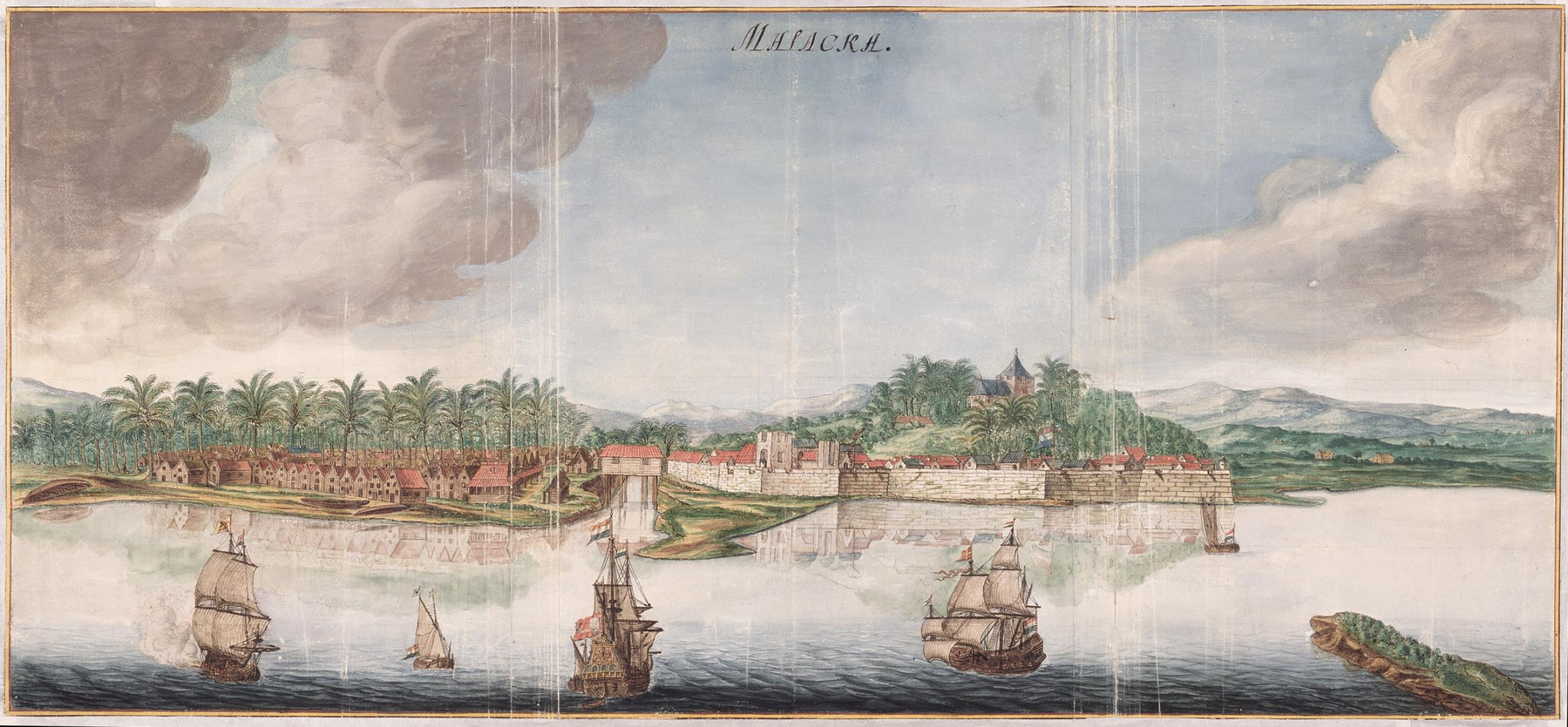
Голландская Малакка, 1665.

В начале XVII века голландская Ост-Индская компания начала кампанию по уничтожению португальской власти на Востоке. В то время португальцы превратили Малакку в неприступную крепость (крепость Форталеза де Малакка), контролирующую доступ к морским путям Малаккского пролива и дороги специй. Голландцы начали с небольших вылазок и стычек с португальцами. Первая серьезная попытка осады Малакки была совершена в 1606 году одиннадцатью кораблями под командованием адмирала Корнелиса Мателифа де Йонге, который начал морскую битву у мыса Рашадо. Хотя голландцы были разгромлены, португальский флот вице-короля Гоа Мартима Афонсу де Кастро понёс тяжелые потери, а сражение сплотило войска Султаната Джохор в союзе с голландцами.
Голландцы со своими союзниками напали и вытеснили из Малакки португальцев 14 января 1641 года. Совместное нападение голландцев и джохорцев эффективно уничтожило последний оплот португальских властей, снимая их влияние на Малайском архипелаге. В соответствии с соглашением с Джохором в 1606 году, голландцы взяли под контроль Малакку и заканчивали войны с Малайскими княжествами.

## Примечания

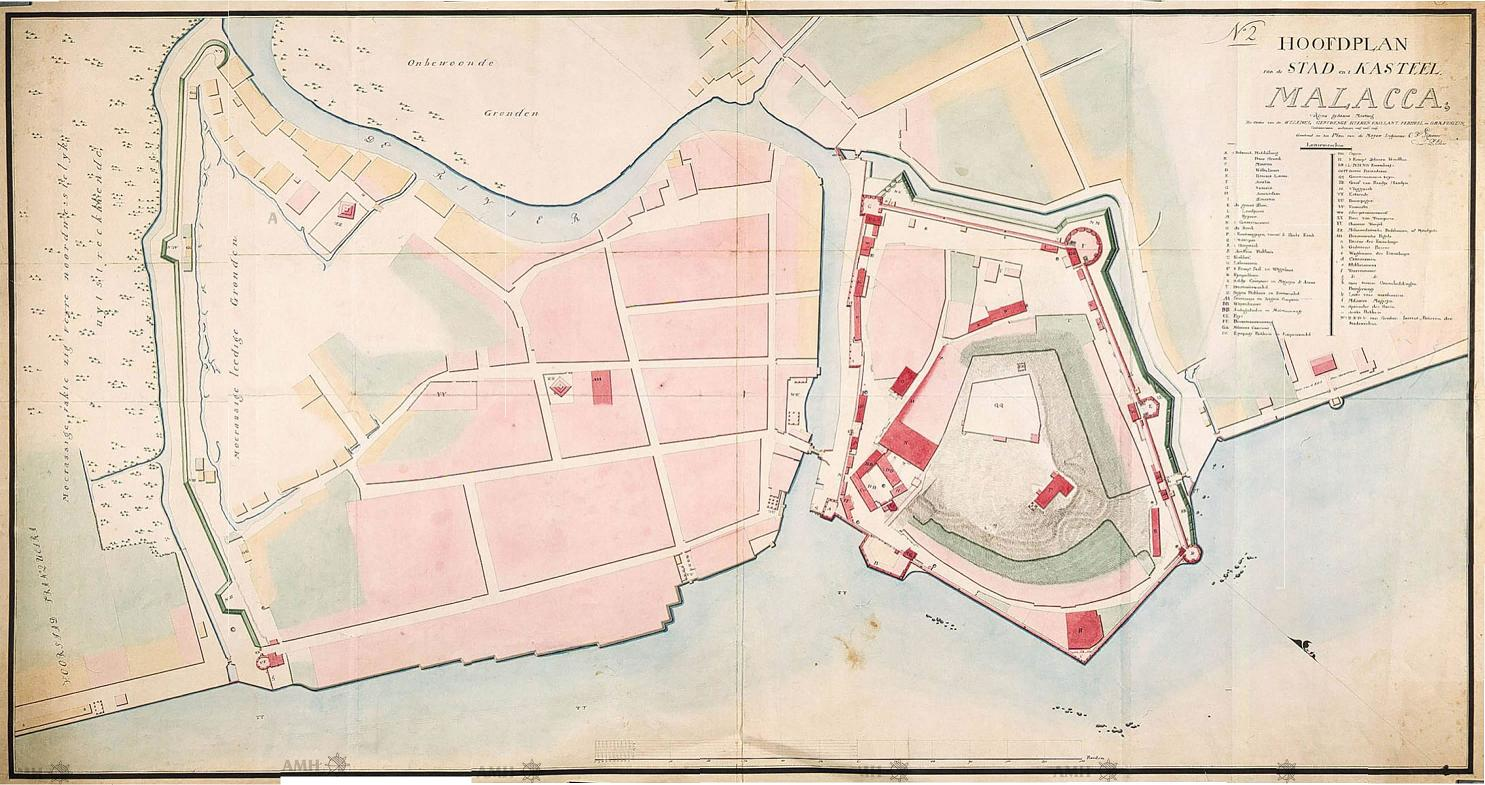
Город и крепость Малакка (1780)